# Cephalanticoma filicaudata
Cephalanticoma filicaudata is een rondwormensoort uit de familie van de Anticomidae. De wetenschappelijke naam van de soort is voor het eerst geldig gepubliceerd in 2007 door Huang & Zhang.